# Coptocercus terminalis
Coptocercus terminalis là một loài bọ cánh cứng trong họ Cerambycidae.